# Saint-Marin au Concours Eurovision de la chanson 2021
Saint-Marin est l'un des trente-neuf pays participants du Concours Eurovision de la chanson 2021, qui se déroule à Rotterdam aux Pays-Bas. Le pays est représenté par la chanteuse Senhit et sa chanson  Adrenalina, sélectionnées en interne par le diffuseur saint-marinais SMRTV. La chanson comporte un couplet interprété par Flo Rida, officiellement non-crédité. Le pays se classe 22e avec 50 points lors de la finale.

## Sélection
Le diffuseur saint-marinais SMRTV annonce sa participation à l'Eurovision 2021 le 16 mai 2020, soit environ deux mois après l'annulation de l'édition 2020. Le pays confirme dès lors la reconduction de la chanteuse Senhit comme représentante du pays. C'est le 7 mars 2021 que sa chanson, intitulée Adrenalina, est présentée au public.
La chanson contient une partie interprétée par le rappeur Flo Rida, non-créditée par le diffuseur et l'UER. Les restrictions de voyage liées au Covid-19 empêchant de prévoir les événements, sa présence à l'Eurovision n'est confirmée qu'après son arrivée à Rotterdam le 18 mai.

## À l'Eurovision
Saint-Marin participe à la deuxième demi-finale du 20 mai 2021. Il s'y classe 9e avec 118 points, se qualifiant donc pour la finale. Lors de celle-ci, elle termine à la 22e place avec 50 points.